# あなドラ♪ないと
『あなドラ♪ないと』は、テレビ朝日にて2003年4月26日の26:40-27:35に放送されたドラマ作品である。

## 概要
テレビ朝日の女性アナウンサーが主演する全3作品で構成されたオムニバスドラマ。テレビ放送前にインターネット上で有料配信も行われていた作品でもある。

## キャスト
- 「お姉さんとカエルくん」
  - 下平さやか、千代延憲治、藤井暁、川北桃子、中村有二、川瀬真由美、T.Edward,KATSUKI
- 「ヒ・ロ・カ」
  - 野村真季、中村信之、金井史更、松尾由美子
- 「電話」
  - 龍円愛梨、高宮武郎、栗本修次